# Partido Comunista de Euskadi
El Partido Comunista de Euskadi (PCE-EPK; en euskera, Euskadiko Partidu Komunista) es la organización nacional del País Vasco y Navarra del Partido Comunista de España (PCE). Con personalidad jurídica propia desde 1977, estuvo federado al mismo hasta 2017. Su referente juvenil es Gazte Komunistak y su órgano de expresión es Hemen eta Orain (Aquí y ahora).
Uno de sus más destacados dirigentes, así como uno de los artífices de su creación, fue Jesús Larrañaga.

## Historia

### Primeros años

#### La primera organización comunista en el País Vasco: 1920-1932
Al calor de la Revolución Soviética de 1917 y de la creación de la III Internacional liderada por Lenin se comienzan a crear las primeras organizaciones comunistas en Europa, entre las que se encuentra el PCE, que realiza su primer congreso en 1922 y que será la sección española de la Internacional Comunista.
Desde el primer momento el Partido Comunista de España cuenta con una federación regional en Vizcaya donde el movimiento obrero organizado estaba fuertemente enraizado especialmente en la margen izquierda del Nervión y más concretamente en la zona minera. Los comunistas dirigían el Sindicato Minero de Vizcaya y, con ello, las Casas del Pueblo de Bilbao, las de Gallarta, Somorrostro, Ortuella, Galdames; tenían fuerte posición en el Sindicato Metalúrgico de Vizcaya y en varios sindicatos locales.
También en Guipúzcoa el PCE cuenta con una organización provincial que aunque menos numerosa que la organización de Vizcaya, es muy activa. En ambas provincias se contará desde el principio con importantes cuadros que jugarán un importante papel en el conjunto del PCE como Dolores Ibárruri como ejemplo por Vizcaya o Ramón Ormazábal como ejemplo por Guipúzcoa.
Hasta la llegada de la República, los comunistas vascos se desenvuelven en un entorno hostil debido a la situación de ilegalidad del PCE durante la dictadura de Primo de Rivera, lo que hace frecuente las “visitas” a la cárcel, la represión, requisas y la lógica dificultad de realizar una labor política desde la clandestinidad. La línea política del partido en estos años se cohesionó no sin dificultades con la línea de unidad de acción obrera por la que apostaba la Tercera Internacional. Para lo que el partido trabajaba bajo la consigna de actuar sindicalmente en los dos grandes sindicatos del momento, la UGT y la CNT apostando por la unidad de ambos sindicatos. No obstante, parte de los cuadros del partido mantenían una posición de sectarismo con respecto a esta política de unidad.
Con la llegada a la dirección del partido, en el año 1925, del vizcaíno José Bullejos y otros jóvenes militantes, que arrastraban consigo una carga considerable de izquierdismo, se inició una etapa de predominio de las tendencias sectarias, que sólo pudo ser remontada en 1932, después del IV Congreso del PCE, con la formación de una nueva dirección del Partido encabezada por José Díaz, Dolores Ibárruri y otros camaradas.
La línea que impulsó la Dirección de José Bullejos se caracterizó por el sectarismo que como consecuencia lógica propició el aislamiento del partido con respecto a la clase trabajadora, resultando esto patente a la llegada de la República, la cual fue recibida por la dirección del partido como “enemiga de los intereses de la clase trabajadora”, por tratarse de una República Burguesa. Posición combatida en el seno del partido por la parte más consciente, que defendía que la República era un avance para los intereses de la clase trabajadora y un anhelo democrático elemental de la misma.
A través de estas crisis; en la compleja lucha por la unidad ideológica interna, en la lucha cotidiana por las reivindicaciones de los trabajadores, en la resistencia a las persecuciones policíacas, en las cárceles y en el trabajo clandestino, fueron formándose las comunistas vascas, fieles al marxismo, intransigentes frente al reformismo, indoblegables en las torturas y ante los tribunales, cimiento y base sobre los que se levantó el Partido Comunista de España y el futuro Partido Comunista de Euskadi.

#### El giro anti sectario del PCE, las bases del futuro EPK
En 1932 se celebró en Sevilla el IV Congreso del PCE, donde se cambió la línea política sectaria que había desarrollado la dirección del partido bajo la Secretaría General de José Bullejos, tal y como lo describe uno de los más destacados dirigentes Comunistas de Euskadi, Ramón Ormazabal (más tarde secretario general del EPK): “En el IV Congreso esta crisis latente fue decididamente abordada y halló su solución. Con las decisiones en él adoptadas y las que le seguirían meses después era desplazado el grupo sectario que encabezaba José Bullejos (…). En la gestación y en la realización de este viraje renovador los comunistas vascos participaron muy activamente y su contribución fue ciertamente considerable.”
La Internacional Comunista apoyó y alentó este giro de una manera decidida, siendo elegido como secretario general del PCE, el andaluz José Díaz, acompañado en la dirección del partido por comunistas vascos como Dolores Ibárruri y Juan Astigarrabía.
Durante estos años, la actividad de las y los comunistas vascos, además de contribuir de manera importante al afianzamiento de la línea política del Partido y a la construcción del Partido a nivel estatal, se centró en el desarrollo de organizaciones comunistas en Euskadi, tanto de base como intermedias, estableciéndose Comités Provinciales. Así como desarrollar el Comité Regional.
Además se dio una importancia fundamental a la cuestión de la propaganda, la cual se canalizó de una manera extraordinaria a través de la publicación del periódico Euskadi Roja, que en el año 1933 se sacaba de manera semanal a la calle. El periódico estaba situado por aquel entonces en un local del donostiarra barrio de Amara, y en junio se convirtió en órgano oficial del Comunismo Vasco, lo que significaba un notable esfuerzo en la distribución por parte de la militancia, dispersa en diferentes localidades y centros de trabajo.
En el año 1934 tomarán parte activa los comunistas vascos en el reflejo en Euskadi de la insurrección del 34, si bien en Euskadi no se trata de la gran insurrección de Asturias, sí que se da una gran actividad propagandística y de apoyo. Se dan en varios puntos de Euskadi huelgas en las que trabajan de manera activa las comunistas que un año después van a fundar el EPK. Se desarrolla también una gran labor de apoyo durante los dos años siguientes, en la creación de una red encargada de sacar clandestinamente hacia Francia a los perseguidos por la insurrección de Asturias, o perseguidos por la participación en huelgas en diferentes localidades de Euskadi y de otros sitios. Se dan también en aquellos años los fundamentos de clase y nacionales de la organización que aún no se ha constituido formalmente, formulando la exigencia del derecho a la autodeterminación. Podemos afirmar por tanto que son años de formación política en el marco de grandes luchas revolucionarias y obreras.

### Constitución del EPK, Frente Popular y represión política

#### El nacimiento orgánico del PCE-EPK
Será en la primavera del año 1935 cuando en Bilbao se celebra el Congreso Fundacional del Partido Comunista de Euskadi, en un contexto de fuerte represión debido a la mencionada reciente insurrección de Asturias, y con un gobierno de derechas al frente de la República. Surgía el Euskadiko Partidu Komunista de la propia realidad concreta de Euskadi y se dotaba de sus propios órganos de dirección, formando parte del Comité Central tanto trabajadores nativos como inmigrados de otras partes del estado. Nombres como Jesús Larrañaga, Ramón Ormazábal, Leandro Carro o Dolores Ibárruri “Pasionaria”, formarían parte del mismo. El primer secretario general del EPK elegido en este primer congreso fue el donostiarra Juan Astigarrabía, dirigente del Sindicato de Trabajadores del Puerto de Pasajes.
El desarrollo del Congreso nos muestra que las comunistas vascas daban ya una importancia a la cuestión nacional, lo que no tenía muchos precedentes en el pensamiento marxista español y en el movimiento obrero. El EPK y el PCE asumían la plurinacionalidad del Estado español reflejándola en su propia estructura.
El Partido Comunista de Euskadi daba un enfoque a la cuestión nacional vasca desde una posición de clase trabajadora, un enfoque que implicaba una confrontación ideológica con la concepción nacionalista de la burguesía. Frente al racismo, al chauvinismo, al separatismo, las discriminaciones y las alianzas con la reacción que se planteaban desde el nacionalismo burgués, el EPK planteaba la igualdad de consideración entre nativos e inmigrantes, la identificación de la identidad nacional con la democracia, la autodeterminación como libre decisión del conjunto del pueblo sobre su futuro, la colaboración entre todas las fuerzas democráticas vascas contra el fascismo,y la de estas con las fuerzas democráticas del resto de España.
En este primer congreso el EPK señaló que cortar el paso al fascismo era imprescindible para avanzar hacia el socialismo, por lo que planteó una política de alianzas abiertas a todas las fuerzas políticas del Estado, sin más límite que la lucha contra el fascismo. Se formaría así también en Euskadi el Frente Popular unos meses más tarde, aglutinando a los comunistas, socialistas, republicanos de izquierda y a Acción Nacionalista Vasca, quedándose fuera por voluntad propia el PNV.

#### El Frente Popular y la Guerra Civil
Las exigencias fundamentales con las que el Frente Popular en Euskadi fue a las elecciones de 1936 eran tres: la amnistía para los presos encarcelados por la insurrección del 34, el Estatuto de Autonomía que había sido bloqueado en el Parlamento por la derecha y la derogación de la Ley de Arrendamientos Rústicos, que había perjudicado a los baserritarras y pequeño campesinado con el voto favorable del PNV.
Así obtuvo el EPK su primer diputado, Leandro Carro; igualmente Dolores Ibárruri que fue elegida diputada por Asturias, defendiendo ambos este programa en las Cortes hasta que el alzamiento fascista inició la Guerra Civil. En octubre de ese mismo año 1936 y ya iniciada la contienda, se aprueba el Estatuto Vasco y se constituye el Gobierno Vasco presidido por Aguirre (PNV), entrando a formar parte del mismo Juan Astigarribía, secretario general del EPK. Este hecho se da en un momento en el que el PNV ya se había decidido por el bando republicano, puesto que al principio tuvo sus dudas.
La actividad del EPK en la guerra fue enorme, todas y todos sus militantes colaboraron en la lucha contra el fascismo organizándose en milicias en un primer momento e ingresando en el Ejército Popular después. Así destaca en los primeros combates el militante del partido Manuel Cristóbal Errandonea, quien asumió la máxima responsabilidad junto al Coronel Ortega (militar profesional y no militante político) en la defensa de la zona de Irún, donde se dio el primer envite fascista importante, ya que en Navarra el alzamiento aplastó desde el principio a los republicanos, que si bien habían sufrido un fuerte crecimiento en los últimos años, no pudieron frenar la hegemonía carlista alineada con los insurrectos.
Una vez cayó Guipúzcoa en manos de los facciosos, la defensa de Bilbao contó con toda la colaboración del Partido, quien aportó gran número de militantes y simpatizantes, no solamente de Vizcaya, sino también de Navarra, Álava y Guipúzcoa, que habían podido escapar o ir retrocediendo de las tropas fascistas. 
La historiografía oficial se centra casi en exclusiva en los gudaris del PNV y trata muchas veces a los Batallones Comunistas como “republicanos” de una manera genérica sin destacar la capacidad y apoyo que tuvo el EPK en la guerra en Euskadi.
Pero Bilbao también caería, y así todo Euskadi quedó dominado por fascismo, surgiendo entonces la disyuntiva entre los que pensaban que las vascas debían defender ahora la República fuera de Euskadi, y los que pensaban que esa ya no era su guerra. Entre estos últimos el PNV intentó incluso negociar con Franco a través del Vaticano, sin ningún resultado, y que firmó la paz con las tropas italianas (bando franquista) en Santoña-Laredo.
El EPK por supuesto lo tenía muy claro, había que defender la República hasta el final. Así las comunistas vascas junto a otros luchadores anarquistas, socialistas y nacionalistas (ANV) pasarían a seguir luchando en Cantabria y Asturias y de allí al resto del Estado. El PCE-EPK siguió luchando hasta el final de la guerra en 1939.

#### El PCE-EPK en la Dictadura
La actividad clandestina dentro del régimen franquista comenzaría para las comunistas vascas prematuramente, ya que al caer Euskadi en el primer año de la guerra, muchos militantes comenzaron el trabajo dentro de la zona fascista. Algunos como Aurelio Aranaga, Dorronsoro y otros caerían pronto siendo ejecutados inmediatamente. 
Otros como Saturnino López formarían las primeras guerrillas antifranquistas dentro de territorio nacional, cayendo rápidamente también. Algo más tarde, en 1942 sufrirían la misma suerte dos destacados fundadores del EPK como fueron Jesús Larrañaga e Imanol Asarta.
El partido no consigue desarrollar una guerrilla importante en Euskadi, más que en su zona oriental y cercana a los Pirineos, donde la primera actuación fue la voladura de la central eléctrica de Lafortunad, que suministraba energía a parte del País Vasco, aunque en la retirada de la acción fueron aniquilados estos primeros guerrilleros. El militante del EPK más destacado en la creación y dirección de las guerrillas en esta zona de los Pirineos Orientales fue el camarada Jesús Monzón.
Para el año 1946 el EPK se ha recompuesto del desorden posterior a la guerra y celebra la Conferencia de Bayona. Sus trabajos van dirigidos a reafirmar y adaptar a las nuevas condiciones la política de unidad y lucha contra el fascismo y a plantear a las restantes fuerzas de Euskadi la necesidad de su aplicación consecuente.
En 1947 se reincorpora el partido al Gobierno Vasco en el exilio a través de la figura de Leandro Carro, mientras que en el interior impulsa una primera huelga de importancia en Vizcaya. Pero solo un año después el EPK será expulsado del Gobierno Vasco en medio del clima anticomunista de la Guerra Fría.
No obstante la expulsión de un gobierno en el exilio, que cada vez va a quedar de manera más testimonial, no afectaría demasiado al EPK, ya que en aquellos momentos el conjunto del PCE era la principal, casi única fuerza de oposición real a la dictadura en el interior y desde el exterior.
Junto a la lucha clandestina de carácter más propiamente político, el EPK y su militancia desarrollarán un gran trabajo entre la clase trabajadora, siendo una pieza fundamental de la organización obrera en los centros de trabajo. Un proceso que acabaría creando las Comisiones Obreras.
El EPK impulsará y participará en diferentes huelgas en 1956, 1958, o 1962, en las cuales se irán gestando las comisiones, de las cuales a su vez surgirán nuevos cuadros para el partido, los cuales se irán incorporando progresivamente, incluso llegando a la dirección del partido muchos de ellos. También son frecuentes las detenciones de comunistas, siendo de especial gravedad las numerosas caídas que se producen durante el estado de excepción de 1968 y 1969, donde son arrestados y encarcelados más de sesenta comunistas del EPK.
La intervención en Checoslovaquia por parte de las tropas del Pacto de Varsovia, produce el rechazo de la dirección del PCE, y también de la del EPK. No sin debate interno y división, la cual en el caso de Euskadi se manifiesta en la posición contraria de una parte encabezada por Agustín Gómez, dirigente del EPK en Guipúzcoa y miembro del Comité Central del PCE. Finalmente se saldó la crisis con la escisión liderada a nivel Estatal por Enrique Líster, quien fundaría el PCOE, partido en el que militaría hasta la expulsión de Santiago Carrillo del PCE, momento en el que Líster y el resto del PCOE reingresó en el PCE.
En agosto de 1970, y en medio de un clima de detenciones debido al proceso de Burgos, el EPK realiza una conferencia en la que se hace un llamamiento a unir esfuerzos de las diferentes corrientes y organizaciones revolucionarias de Euskadi, “que en un futuro habrán de constituir el gran partido marxista-leninista vasco”. Como consecuencia de esta política comienzan a producirse ingresos de cuadros provenientes del movimiento nacionalista de izquierda, más concretamente de ETA. El proceso de incorporación de gente de la izquierda nacionalista no fue un fenómeno exclusivo del EPK en aquellos años, la organización catalana Bandera Roja ingresaría colectivamente en el PSUC por aquellos años.
En el año 1974, por fin se celebraría el II Congreso del EPK, después de 39 años, debido a la situación de clandestinidad. Se celebra en un momento de gran implantación del partido entre las obreras y los obreros industriales de Euskadi. Por supuesto se trata de un congreso celebrado en el extranjero, en el norte de Francia, donde de los aproximadamente 100 delegados que acuden, la mayoría lo hacen con documentación falsa.
Los delegados no pudieron ser elegidos democráticamente por las circunstancias de la clandestinidad, y fueron designados por una comisión de la dirección saliente. El primer acto del Congreso fue someter a consideración de todos esta circunstancia y resolver si se constituían en II Congreso del EPK. La decisión resultó unánimemente afirmativa. La comunicación oficial de la celebración del Congreso, se hará cuatro meses después del mismo para dificultar el trabajo de la policía franquista y las detenciones de los camaradas. Otros cuatro meses después, en el estado de excepción de la primavera de 1975, la policía realizará las primeras detenciones por asistencia al Congreso.
Se eligió, en el II Congreso del Euskadiko Partidu Komunista, un Comité Nacional de cincuenta miembros. El Comité Nacional eligió un nuevo Comité Ejecutivo compuesto por diez personas, y se ratificó a Ramón Ormazábal como secretario general del EPK. Esta decisión permaneció secreta, ya que Ormazabal residía legalmente en Bilbao, siendo el único secretario general comunista que actuaba en España en esas condiciones, lo que suponía una ventaja para el partido, pero requería del más estricto anonimato.

### De la Transición hasta la actualidad

#### El PCE-EPK en la Transición
Entre 1977 y 1982, desplazando del cargo a Ramón Ormazábal, su secretario general fue Roberto Lertxundi, el cual procedía de ETA-VI Asamblea.
En las primeras elecciones democráticas (junio de 1977) obtuvo 6.319 votos (2,44%) en Navarra y 45.916 (4,54%) en el País Vasco, sin obtener representación en el Congreso y muy por debajo de sus expectativas. A pesar de ello, su secretario general, Roberto Lertxundi, formó parte de la ponencia que, en 1978, redactó el estatuto de autonomía del País Vasco, el Estatuto de Guernica, y fue uno de los dirigentes vascos que se desplazó a Madrid con Carlos Garaikoetxea para negociar la aprobación del Estatuto en las Cortes Generales.
Este fracaso electoral abrió una crisis interna que las discusiones sobre el excesivo centralismo del partido agravaron. Por una parte Ramón Ormazábal, Tomás Tueros e Ignacio Latierro lideraban la línea del partido partidaria de mantener la unidad estatal del partido y la relación con el Partido Comunista de España, mientras que Roberto Lertxundi, Esteban Eguren y Txemi Kantera encabezaban un sector más cercano al vasquismo. En 1980, este último propondría crear un organismo coordinador entre el Partido Socialista de Euskadi (PSE), Euskadiko Ezkerra (EE) y el propio PCE-EPK, con el fin último de crear un partido unitario de la izquierda vasca.
Finalmente, en septiembre de 1981, y tras el IV Congreso del PCE-EPK, la corriente mayoritaria en el partido (liderada por Lertxundi) inició la unión del PCE-EPK con Euskadiko Ezkerra (EE), como consecuencia de la oferta realizada a EIA de cara a converger en un nuevo partido comunista vasco. De esta manera, en 1982 se materializa la fusión entre el sector mayoritario del PCE-EPK y EE, manteniéndose el sector restante vinculado al Partido Comunista de España, entonces liderado por Santiago Carrillo.
Esta escisión mermó notablemente sus votos, pasando de 36.845 votos (4,02%) y un escaño en las elecciones al Parlamento Vasco de 1980, conseguido por Lertxundi en Vizcaya (que abandonó al pasar a EE), a 14.985 (1,40%) y ningún escaño en las de 1984. En las elecciones generales de 1986 la situación se agrava al presentarse el PCE-EPK por separado de Izquierda Unida-Ezker Batua (IU-EB) en el País Vasco, obteniendo IU-EB 13.690 votos (1,25%) y PCE-EPK 10.255 (0,94%). A esto hay que añadir la escisión que sufrió el PCE de la mano de Santiago Carrillo, creando el Partido de los Trabajadores de España - Unidad Comunista (PTE-UC) y su federación regional el Partido de los Trabajadores de Euskadi que arrastró a parte de la militancia, entre ellos Ignacio Latierro, Tomás Tueros o, que acabaron ingresando en el Partido Socialista de Euskadi (PSE).
Tras la escisión del sector carrillista, ocupó la secretaría general Enrique González, quien también sería coordinador general de IU-EB en 1991.
Después de estas escisiones y convulsiones el PCE-EPK se encontraba en una situación de debilidad y con una militancia disminuida, aunque sus militantes se mostraron dispuestos a continuar con la existencia del partido que iniciaría una nueva etapa de lenta recuperación.
En 2002 sería elegida secretaria general del PCE-EPK Isabel Salud, quien fue reelegida sucesivamente hasta 2010.

#### Formación de Ezker Anitza
En la crisis abierta en el seno de EB en 2011, el PCE-EPK apoyó al sector de la formación que, junto a la dirección federal de Izquierda Unida, creó Ezker Anitza, la nueva federación vasca de Izquierda Unida en el País Vasco. Isabel Salud dimitió como secretaria general del EPK-PCE al ser elegida coordinadora general de la nueva federación vasca de IU.
En enero de 2013 el Comité Nacional del PCE-EPK eligió como nuevo secretario general a Jon Hernández, licenciado en Historia y natural de Irún, quien hasta entonces era responsable de memoria histórica y movimiento republicano del Comité Nacional. Jon fue reelegido el 29 de marzo de 2014, esta vez en el XIV Congreso del PCE-EPK en Barakaldo, junto con un Comité Nacional compuesto por 45 personas. En dicho congreso se marcó la línea política a seguir, basadas en tres grandes epígrafes:
1. Construcción de un bloque político-social para la salida democrática y anticapitalista de la crisis.
2. Nuevo proceso constituyente al servicio de la mayoría social trabajadora como ejercicio del derecho a decidir.
3. República Federal como modelo de estado.

En octubre de 2015 el partido constaba de un millar de militantes.

#### Elecciones autonómicas vascas 2016
Tras las elecciones autonómicas vascas del 25 de octubre de 2016 el PCE-EPK cuenta con dos representantes comunistas en el parlamento vasco. Estos parlamentarios son Jon Hernández e Iñigo Martinez Zatón, elegidos en las candidaturas de Elkarrekin Podemos (Coalición de Ezker Anitza, Podemos y Equo).

## Principios
El PCE-EPK se basa en el marxismo y, de acuerdo con sus programas, "en las aportaciones teóricas, políticas y culturales de los proyectos de liberación que tienen como objetivo la democracia plena, la supresión de cualquier forma de explotación del ser humano y el socialismo como negación dialéctica y de superación del capitalismo". Se define como partido nacional, de clase, laico y republicano.
Desde 1986 el PCE-EPK participa electoralmente en las federaciones de IU del País Vasco (primero en Ezker Batua-Berdeak y luego en Ezker Anitza) y de Navarra (Izquierda Unida de Navarra - Nafarroako Ezker Batua). Su sindicato de referencia es CCOO, tanto Comisiones Obreras de Euskadi como CCOO de Navarra.

## Organización juvenil del PCE-EPK

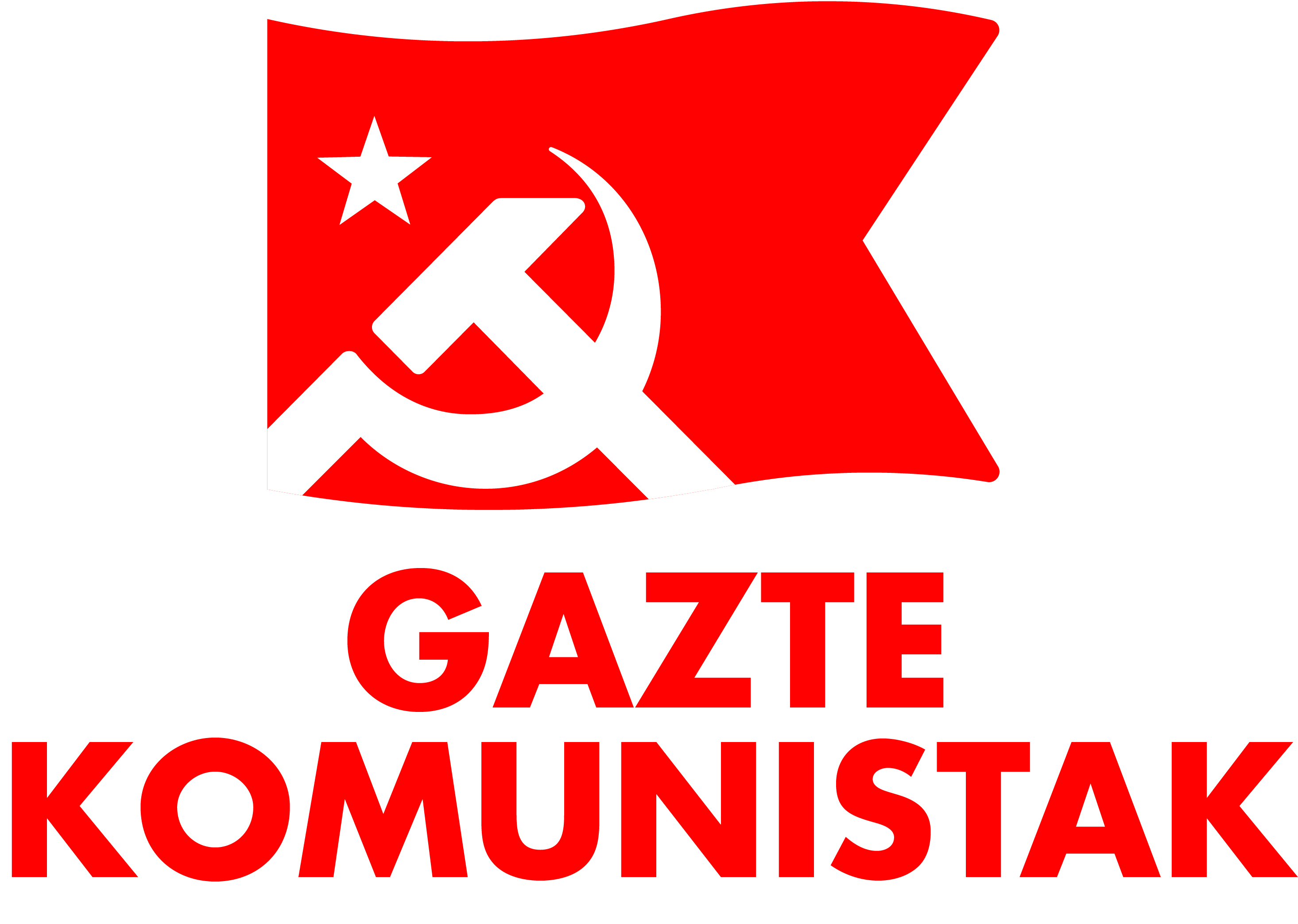
Gazte Komunistak es la organización juvenil del PCE-EPK.

El referente juvenil del PCE-EPK se llama Gazte Komunistak, organización integrada en la UJCE (juventudes del PCE) desde septiembre de 2015, si bien es independiente en lo organizativo, según sus estatutos. Su ámbito de actuación son los territorios de Vizcaya, Álava, Guipúzcoa y Navarra.
Durante su V. Congreso, celebrado en 2013 en Bilbao el joven historiador Fernando Atxa fue elegido secretario general de la organización.